# DJ Got Us Fallin' in Love
DJ Got Us Fallin' in Love is een nummer van de Amerikaanse zanger Usher uit 2010, met een bijdrage van de Amerikaanse rapper Pitbull. Het is de eerste single van Versus, de eerste EP van Usher.
In "DJ Got Us Fallin' in Love" bezingt de ik-figuur hoe hij verwacht dat hij weer verliefd zal worden tijdens een avond uit in de club. Het nummer leverde Usher en Pitbull een wereldhit op. In de Amerikaanse Billboard Hot 100 bereikte het de 4e positie. Ook in het Nederlandse taalgebied bleek de plaat prima te werken; met een 5e positie in de Nederlandse Top 40, en een 7e positie in de Vlaamse Ultratop 50.